# Marche Verte
La Marche Verte (en español: «Marcha Verde») es un equipo de demostración acrobática de las Reales Fuerzas Aéreas Marroquíes constituido en 1988, y que opera siete aviones CAP 232. Su nombre se debe a la marcha verde ocurrida en 1975.

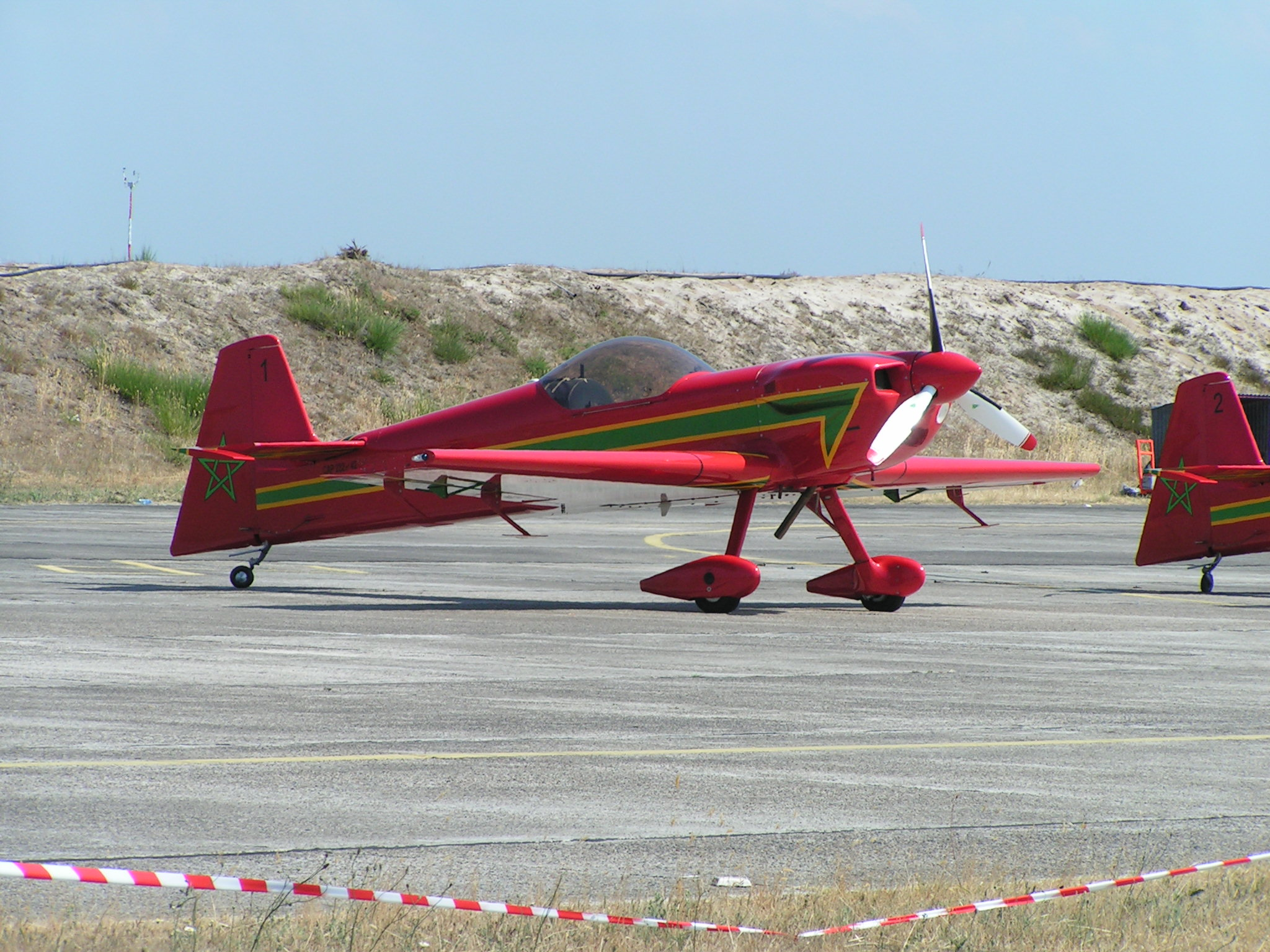
Uno de los aviones de la Marche Verte.

## Aviones utilizados
| Avión             | Número | Periodo         |
| ----------------- | ------ | --------------- |
| CAP 231 / CAP 232 | 2      | 1988 — ¿?       |
| CAP 231 / CAP 232 | 7      | ¿? — actualidad |